# Agostino Agazzari
Œuvres principales
• Del sonare sopra'l basso
Agostino Agazzari (né le 2 décembre 1578 à Sienne, mort le 10 avril 1640 à Sienne) est un compositeur et un théoricien de la musique de l'époque baroque. 
Il est surtout connu pour Del sonare sopra'l basso, qui est un des premiers traités sur la basse continue.

## Biographie
Agostino Agazzari est né dans une famille aristocratique ; il a d'abord enseigné au Collegio Romano (aujourd'hui Université pontificale grégorienne), mais est revenu à Sienne en 1607 pour devenir premier organiste, puis maître des chœurs de la cathédrale.
Il était un ami proche de Lodovico Grossi da Viadana, le premier innovateur de basse continue. La plupart de ses œuvres appartiennent au domaine de la musique sacrée. Il a également composé des madrigaux ainsi que le drame pastoral Eumelio en 1606. Le style d'Eumelio est similaire à la célèbre composition de Cavalieri, Rappresentatione di Anima, e di Corpo de 1600, œuvre majeure dans le développement de l'oratorio. Dans la préface de cette œuvre, Agostino indique que l'accompagnement du texte par la musique lui a été commandé un mois seulement avant sa première représentation. Il a donc, et c'est un véritable exploit :
- composé la musique pendant les deux premières semaines,
- copié les différentes parties et répété durant les deux semaines restantes.

En 1607, il a publié son traité musical Del sonare sopra'l basso qui est l'une des plus anciennes et des plus importantes œuvres pour basse continue. Comme pour de nombreux traités théoriques de la fin de la Renaissance et du début du Baroque, Agostino a décrit une pratique qui existait déjà.  Il se fonde en grande partie sur l'étude des Cento concerti ecclesiastici de son ami Viadana (publiés à Venise en 1602), et qui est le premier recueil de musique sacrée à utiliser la basse continue. 
Le travail d'Agostino a été d'une importance capitale pour la diffusion de cette technique dans toute l'Europe. Par exemple, en 1618-1619, le compositeur allemand Michael Praetorius en a utilisé de grandes parties dans son œuvre Syntagma musicum.
Enfin, dans la plupart de ses compositions de musique sacré prédominent les motets de la variété baroque précoce, pour deux ou trois voix avec instruments. Tous les motets sont accompagnés par la basse continue, l'orgue fournissant la ligne de soutien. Ses madrigaux, en revanche, sont dans le style de la Renaissance tardive, c'est-à-dire a cappella.
Sa musique progressive était sacrée et sa musique conservatrice était profane : une situation presque unique parmi les compositeurs du début du baroque.

## Œuvres
- Cento concerti ecclesiastici (1602)
- Eumelio (1606)
- Del sonare sopra'l basso: con tutti li stromenti e dell'uso loro nel conserto (1607), facsimile New York 1950.

## Écrits
- (it) Del sonare sopra 'l Basso con tutti li stromenti..., publié par Graziella Concas, Palerme, NEN, 2003, [IT\ICCU\LO1\0834426].
- (en) Traduction anglaise : Del sonare sopra il basso, tr. Oliver Strunk, in Source Readings in Music History.  New York, W.W. Norton & Co., 1950.
- Liam P. Naden, Liber Quartus (1607): A Critical Edition with Commentary, University of Auckland, New Zealand, 1988
- Del Sonare sopra'l Basso... in La basse continue en Italie au 17e siècle, volume 1, traduction par Jean-Philippe Navarre, Les Presses du Collège Musical, Lamath, 2021.